# Martini Jongenskoor Sneek
Het Martini Jongenskoor Sneek werd in 1995 opgericht op initiatief van Bouwe R. Dijkstra en Dirk S. Donker, organist van de Martinikerk in Sneek.
De doelstelling was een jongenskoor te formeren naar het voorbeeld van de Engelse jongenskoren. Dit uit zich onder andere in de bezetting van ongeveer achttien trebles (jongenssopranen) en twaalf mannenstemmen: vier countertenoren, vier tenoren en vier bassen. Ook de dubbelkorige opstelling van het koor, verdeeld in cantores en decani, is typisch Engels. Het spreekt voor zich dat het repertoire zich toespitst op werken uit de Engelse koorliteratuur. Daarnaast zingt het Martini Jongenskoor Sneek regelmatig Evensongs, waarin Anthems, Psalms en Hymns centraal staan. Ook wordt het koor vaak gevraagd zijn medewerking te verlenen aan grotere producties waarbij een jongenskoor is voorgeschreven. Zo werkte het koor in het verleden mee aan de Spring Symphonie en het War Requiem van Benjamin Britten en zongen de jongens in talloze uitvoeringen van de Matthäus Passion van Johann Sebastian Bach. 
De artistieke leiding is sinds september 2020 in handen van koorleider Gerard van Beijeren. 
Ter gelegenheid van het 10-jarig bestaan ging het Martini Jongenskoor Sneek in mei 2005 op tournee naar Duitsland waar onder andere in de Dom van Trier werd gezongen. 

## Weihnachtsoratorium
Na het prachtige muzikale gebeuren van december 2006, waarin de eerste drie cantates van het Weihnachtsoratorium van J.S. Bach werden uitgevoerd door het Martini Jongenskoor Sneek met begeleiding van het barokensemble 'Eik en Linde' uit Amsterdam, werd besloten om het vervolg, cantates 4 5 en 6, in december 2007 ook voor het voetlicht te brengen. Het geheel eigen geluid van het Martini Jongenskoor Sneek, verweven met de muziek van J.S. Bach en gecombineerd met een viertal solisten, waarvan één nog is opgeleid vanuit het koor zelf, heeft geleid tot de uitvoering van het complete Weihnachtsoratorium.

## Fryske Mattéus Passy
Op uitnodiging van het Noord Nederlands Orkest (NNO) werkt het Martini Jongenskoor in maart 2018 mee aan zes uitvoeringen van J.S. Bach's Matthäus Passion in het Fries vertaald door Peter Sijbenga in verschillende plaatsen in Fryslân. Friese kinderen, jongens uit de bovenbouw van het basisonderwijs, werden in de gelegenheid gesteld om met het Martini Jongenskoor mee te doen aan dit bijzondere project.